# Joel Grip

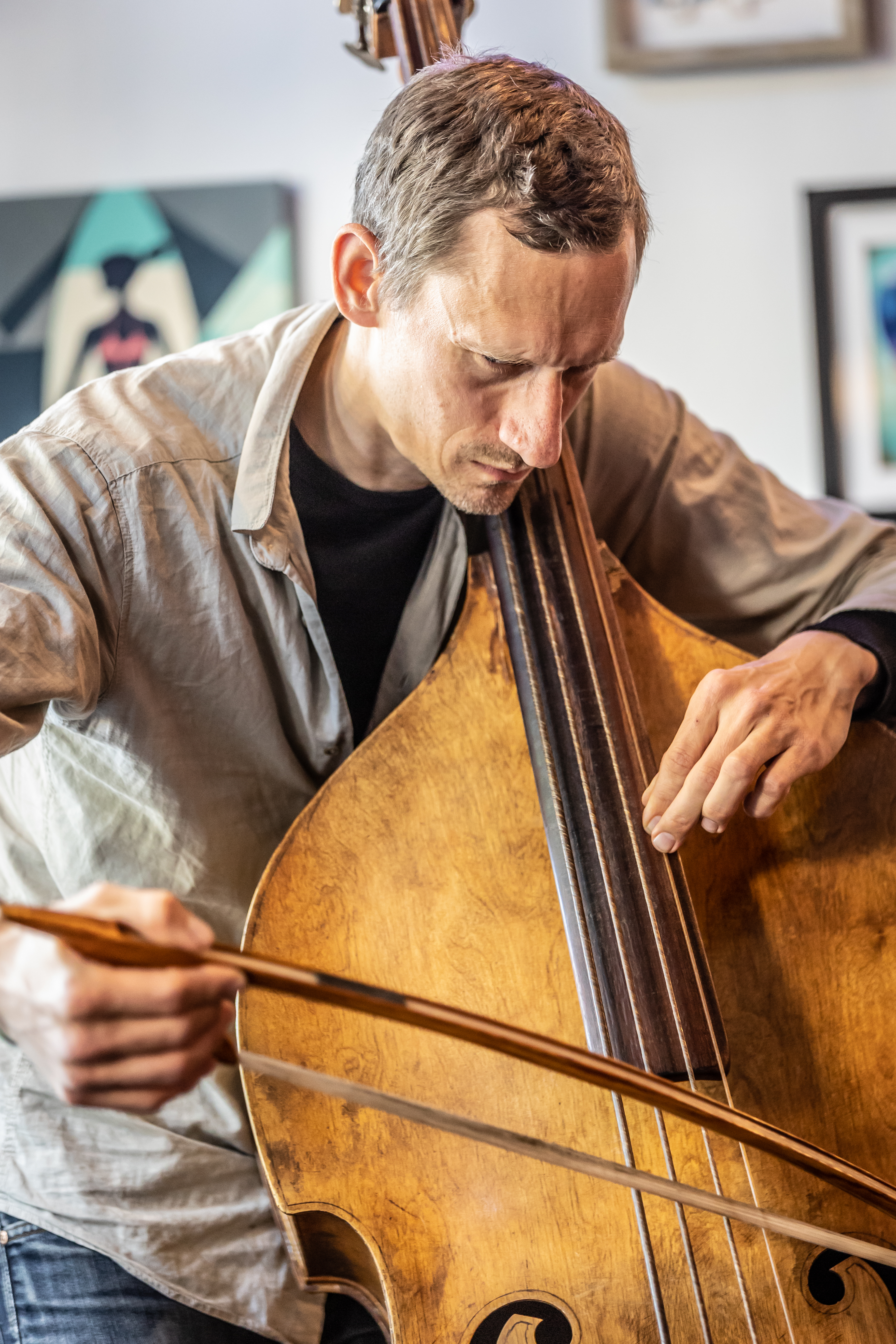
Joel Grip beim Moers Festival 2022

Joel Grip (* 1982 in Stockholm) ist ein schwedischer Improvisations- und Jazzmusiker (Kontrabass) und Musikproduzent. Er gründete 2004 das Label Umlaut Records.

## Leben und Wirken
Grip, der in Stockholm aufwuchs, erhielt zuerst Schlagzeugunterricht, bevor er als Jugendlicher in einer Punkrock-Band E-Bass spielte. Drei Jahre später erhielt er Unterricht auf dem Kontrabass. Dann lebte und arbeitete er in Baltimore, wo ihn Michael Formanek und Gary Thomas unterrichteten, später in Paris und aktuell in Berlin. Er ist Mitbegründer von Künstlerorganisationen wie Hagenfesten (Dala-Floda), Umlaut Records (Paris, Berlin, Stockholm), Au Topsi Pohl (Berlin), Umlicht Films (Frankreich, Schweden), Public Health Music (Ukraine, Schweden) und Curved Pitch. Grip tritt als Solist auf (Pickelhaube) und gehört zu den Gruppen أحمد [Ahmed], _xamul X, Oùat, Vaka, اسم [ism], Klub Demboh, Sapat und Herr Borelgrip. Weiterhin arbeitet er häufig mit Sven-Åke Johansson zusammen. Er war auch Mitglied bei Peeping Tom, im Trio von Eve Risser oder bei SNUS.

## Diskographische Hinweise
- Corpulent: Wolfwalk (Umlaut 2005, mit Gary Thomas, Devin Gray)
- Niklas Barnö, Joel Grip & Didier Lasserre: Snus (Ayler Records 2009)
- Peeping Tom: Four Girls (Umlaut 2014, mit Axel Dörner, Pierre-Antoine Badaroux, Antonin Gerbal)
- Neuköllner Modelle: Sektion 1–2 (Umlaut 2016, mit Bertrand Denzler, Sven-Åke Johansson)
- Neuköllner Modelle (Joel Grip / Sven-Åke Johansson / Bertrand Denzler): Zyklus 1 (Umlaut Records, 2019)
- Herr Borelgrip: The Great European Stool Sample (Umlaut 2020, mit Pierre Borel)
- أحمد [Ahmed]: Nights on Saturn (Communication) (Astral Spirits 2021, mit Seymour Wright, Pat Thomas, Antonin Gerbal)
- اسم [ism]: Maua (577 2024, mit Pat Thomas, Antonin Gerbal)